# Fechner (cráter)
Fechner es un cráter de impacto que se encuentra en el hemisferio sur de la cara oculta de la Luna, unido al borde occidental de la gran llanura amurallada del cráter Planck. El borde oriental de Fechner se cruza con el Vallis Planck, una amplia hendidura de gran longitud ubicada en la superficie lunar que sigue un curso con rumbo norte-noroeste. Este valle invade el borde sureste del cráter, y luego continúa hacia el norte desde el noreste de su perímetro.
|  |

Unido al borde occidental de Fechner aparece un pequeño cráter en forma de cuenco con un albedo relativamente alto. Este cráter satélite. Fechner C está rodeado por una capa de material eyectado de tonos claros que se derrama a través de la mitad suroeste del suelo interior de Fechner. El brocal del cráter está relativamente desgastado y erosionado, con la mitad oriental reconfigurado debido a la presencia del valle y a la proximidad de Planck. El suelo interior está marcado por varios pequeños cráteres.

## Cráteres satélite
Por convención estos elementos son identificados en los mapas lunares poniendo la letra en el lado del punto medio del cráter que está más cerca de Fechner.
|         | \| Fechner \| Coordenadas \| Diámetro \| \| ------- \| ------------------------------- \| -------- \| \| T \| 59°06′S 122°54′E / -59.1, 122.9 \| 14 km \| |          |
| Fechner | Coordenadas | Diámetro |
| T       | 59°06′S 122°54′E / -59.1, 122.9 | 14 km    |